# Yakovlev Yak-23
El Yakovlev Yak-23 (en ruso: Як-23, designación USAF/DoD: Tipo 28, designación OTAN: Flora) fue un caza monomotor a reacción fabricado por la oficina de diseño soviética Yakovlev entre los años 1949 y 1951 a partir del Yakovlev Yak-17 y del prototipo Yakovlev Yak-19.

## Diseño y desarrollo

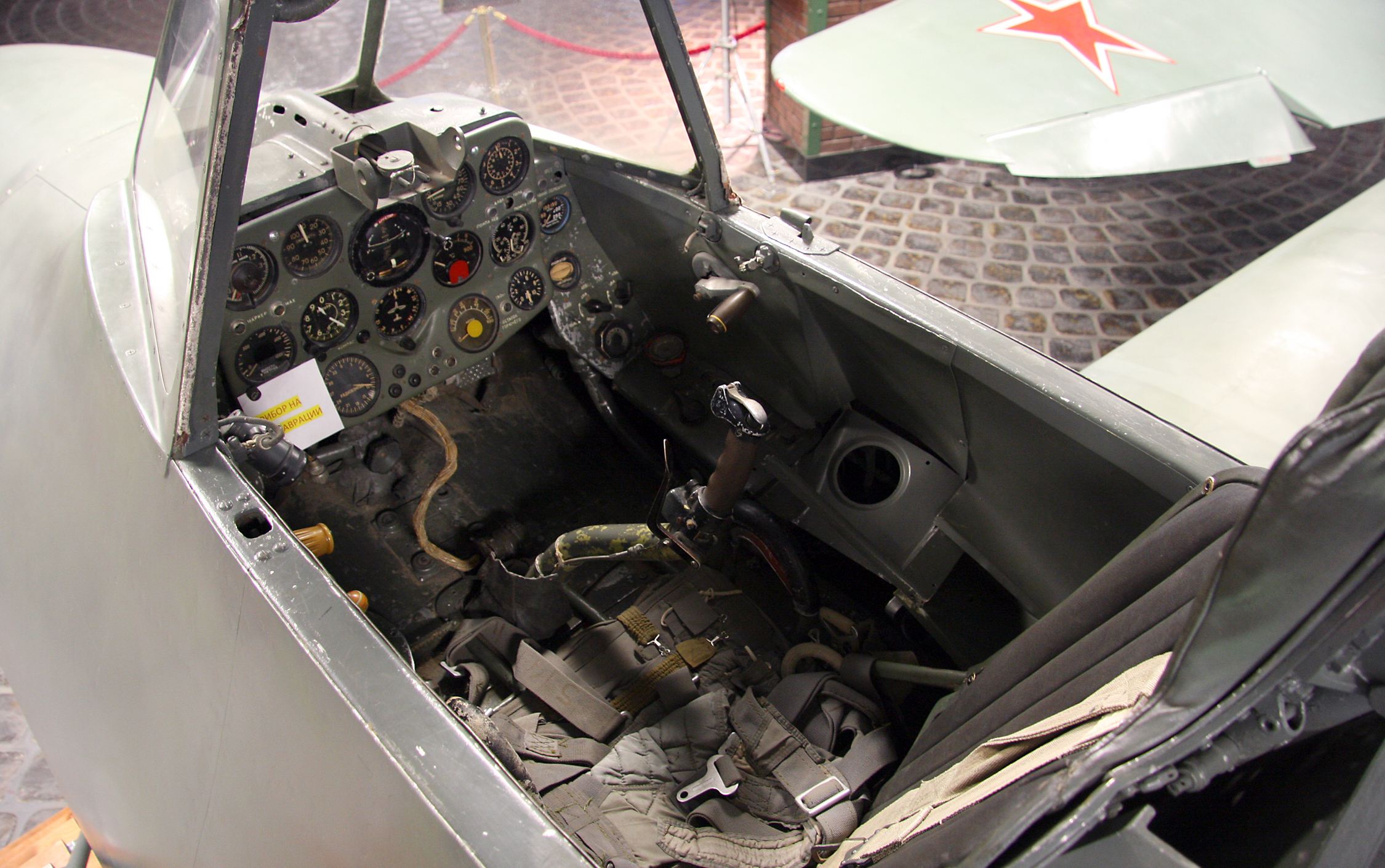
Cabina del entrenador de la aeronave Yakovlev Yak-23UTI

El Yakovlev Yak-23 fue desarrollado por iniciativa propia de la oficina de diseño Yakovlev como un avión ligero de reacción, a partir de los modelos Yakovlev Yak-15 y Yakovlev Yak-17, manteniendo un diseño similar, a pesar de ser una construcción completamente nueva a base de revestimiento resistente y diseñado para simplificar al máximo las tareas de mantenimiento. La estructura alar derivaba del prototipo Yakovlev Yak-19, y la motorización consistía en un turborreactor Klimov RD-500 de 1.590 kg de empuje, que era una copia del modelo británico Rolls-Royce Derwent V.
El Yak-23 realizó su primer vuelo el 8 de julio de 1947. Después de muchos vuelos de prueba exitosos, se le sometió a diversas pruebas en 1948, y finalmente pasó a ser producido en serie. Fue catalogado como un avión muy maniobrable, que poseía una buena aceleración y buenas capacidades de despegue y ascenso, gracias a una gran relación empuje a peso. Sin embargo, el modelo ofrecía una pobre estabilidad direccional a velocidades cercanas a Mach 0,86, además de no contar con una cabina presurizada. A pesar de ser uno de los mejores aviones de caza a reacción de ala recta del momento, quedó rápidamente obsoleto con la aparición de los cazas con ala en flecha.

## Historia operacional
El primer Yak-23 fue producido en octubre de 1949 en la fábrica que la oficina de diseño Yakovlev tenía en Tiflis. A finales del mismo año el mismo entró en servicio en la Fuerza Aérea Soviética, y poco después obtuvo el permiso para ser exportado a otros países. El Yak-23 fue pronto reemplazado del servicio por otros aviones más complejos y de ala en flecha como el Mikoyan Gurevich MiG-15, que ofrecía un mejor rendimiento. En total, únicamente 313 Yak-23 fueron construidos antes de que su producción terminara en 1951. Además de la versión de caza, se desarrolló una versión de entrenamiento, denominada Yak-23UTI, que contaba con la cabina ampliada hacia el frontal del avión para permitir espacio al instructor de vuelo.
Los Yak-23 llegaron a ser exportados a Checoslovaquia (20 unidades desde 1949, donde fueron denominados S-101), Bulgaria (desde 1949), Polonia (aproximadamente 100 unidades desde 1950), Rumanía (62 desde 1951) y probablemente Albania. Checoslovaquia y Polonia adquirieron la licencia de fabricación del modelo, pero no comenzaron la producción del mismo por darle prioridad al MiG-15. Prácticamente todos los Yak-23 fueron dados de baja a finales de los años 1950, sin haber llegado a participar en ningún combate, aunque hay informes de pilotos estadounidenses que afirman que se encontraron con algunos Yak-23 durante la guerra de Corea, aunque su presencia en Corea del Norte no está confirmada.

### Pruebas realizadas por Estados Unidos
Una unidad de Yakovlev Yak-23 fue adquirida por los servicios de inteligencia de los Estados Unidos, a través de Yugoslavia, en noviembre de 1953. Era una unidad que perteneció a Rumanía, en la que el piloto Mihail Diaconu desertó. El avión llegó desarmado y fue enviado al centro de Pruebas y Evaluación de la Fuerza Aérea en el aeródromo Wright, cerca de Dayton, Ohio. El Yak-23 fue puesto en funcionamiento y pudo realizar varias pruebas de vuelo, las cuales las hacía con identificaciones de Estados Unidos.
Para mantener la posesión del avión en secreto, el Yak-23 únicamente realizaba sus pruebas de vuelo en las primeras horas de luz. Después de terminar con todas las pruebas, el avión fue desmontado y enviado de nuevo a Yugoslavia, con sus colores originales.

## Variantes

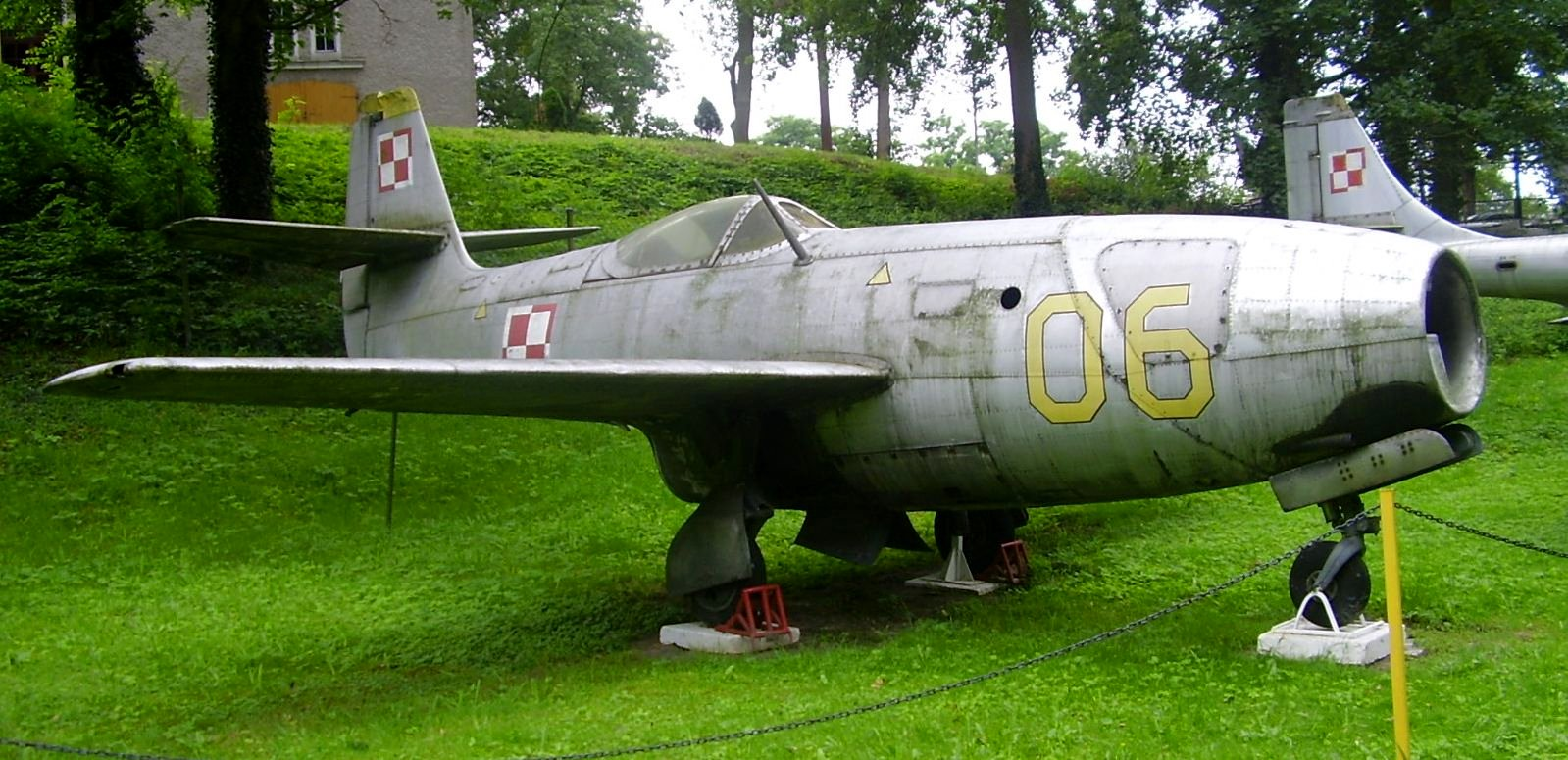
Yakovlev Yak-23 que perteneció a la Fuerza Aérea Polaca expuesto en Drzonów, al oeste de Polonia.

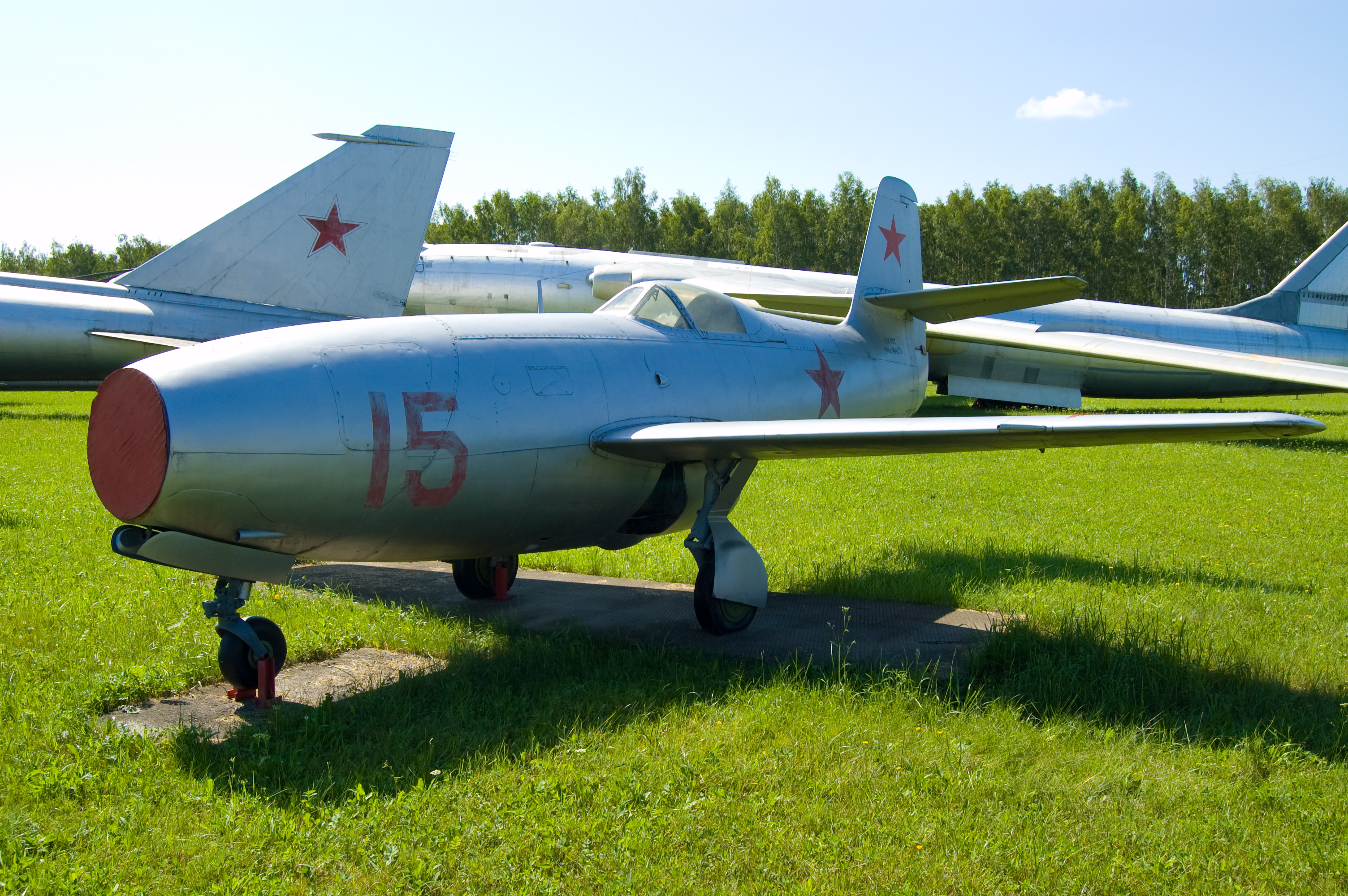
Yakovlev Yak-23 que perteneció a la Fuerza Aérea Soviética expuesto en el Museo Central de la Fuerza Aérea en Mónino, cerca de Moscú, Rusia.

Yak-23
Versión monoplaza de producción.
Yak-23UTI
Versión de entrenamiento biplaza, con el fuselaje más alargado y armamento ligero. No pasó de la fase de prototipo.
Yak-23DC
Versión de entrenamiento biplaza fabricada en Rumanía. Cuatro Yak-23 monoplazas de serie fueron convertidos en 1956 por la compañía ASAM Pipera, perteneciendo dos de ellos a la Fuerza Aérea Búlgara
S-101
Designación checoslovaca del Yak-23.

## Operadores
Bulgaria
- Fuerza Aérea Búlgara: recibió al menos 12 Yak-23 en 1949.

 Checoslovaquia
- Fuerza Aérea Checoslovaca: recibió 20 unidades en 1949.

 Estados Unidos
- Fuerza Aérea de los Estados Unidos: operó una unidad adquirida por el servicio de inteligencia del país durante el mes de noviembre de 1953 para realizar pruebas de vuelo.

 Polonia
- Fuerza Aérea Polaca: recibió aproximadamente 100 unidades, que estuvieron en servicio entre 1950 y 1956.

 Rumania
- Fuerza Aérea Rumana: recibió 62 aviones en 1951, que estuvieron en servicio hasta 1958.

 Unión Soviética
- Fuerza Aérea Soviética: operó el Yakovlev Yak-23 entre 1949 y 1951.

## Especificaciones (Yak-23)

### Características generales
- Tripulación: Uno (piloto)
- Longitud: 8,12 m
- Envergadura: 8,73 m
- Altura: 3,31 m
- Superficie alar: 13,50 m²
- Peso vacío: 1980 kg
- Peso cargado: 3384 kg
- Peso máximo al despegue: 3240 kg
- Planta motriz: 1× turborreactor Klimov RD-500.
  - Empuje normal: 15,6 kN (3500 lbf) de empuje.

### Rendimiento
- Velocidad máxima operativa (Vno): 923 km/h 577 mph
- Alcance: 1400 km
- Techo de vuelo: 14 800 m (48 500 pies)
- Régimen de ascenso: 41,4 m/s (8150 pies/min)
- Carga alar: 251 kg/m² (51 lb/ft²)
- Empuje/peso: 0,46

### Armamento
- Cañones: 

  - 2x Nudelman-Rikhter NR-23 de 23 mm

### Desarrollos relacionados
- Yakovlev Yak-3
- Yakovlev Yak-15
- Yakovlev Yak-17
- Yakovlev Yak-19

### Aeronaves similares
- I.Ae. 33 Pulqui II
- Republic F-84 Thunderjet
- Dassault MD 450 Ouragan
- De Havilland Venom
- Saab 29 Tunnan
- Lavochkin La-15
- Mikoyan-Gurevich MiG-9

### Secuencias de designación
- Aviones de caza de Yakovlev: Yak-1 • Yak-3 • Yak-7 • Yak-9 • Yak-15 • Yak-17 • Yak-23 • Yak-25 • Yak-28 • Yak-38